# Kesarevo
Kesarevo (Bulgaars: Кесарево) is een dorp in het noordoosten van Bulgarije. Het is gelegen in de gemeente Strazjitsa in de oblast Veliko Tarnovo. Het dorp ligt hemelsbreed ongeveer 28 km ten oosten van Veliko Tarnovo en 220 km ten oosten van de hoofdstad Sofia.

## Bevolking
|  |

Van de 1327 inwoners reageerden 1290 op de optionele volkstelling van februari 2011. Van deze 1290 respondenten identificeerden 819 personen zichzelf als etnische Bulgaren (63,5%). Verder werden er 387 Bulgaarse Turken (30%), 16 Roma (1,2%) en 68 ondefinieerbare personen (5,3%) geregistreerd.